# بوينغ سي سي-137
بوينغ سي سي-137  (بالإنجليزية: Boeing CC-137)‏ هي طائرة نقل عسكري أنتجت في الولايات المتحدة. من صناعة بوينغ. كانت تستخدم بشكل أساسي من قبل القوات المسلحة الكندية. كان أول طيران لها في 1970. دخلت الخدمة في 1972، انتهت خدمتها في 1997.